# Loveland (Colorado)
Loveland je město v okresu Larimer County ve státě Colorado ve Spojených státech amerických. V okresu Larimer je Loveland druhé největší město po městě Fort Collins. Je 14. nejlidnatějším městem v Coloradu. Nachází se 74 kilometrů severně od Denveru. 
K roku 2020 zde žilo 76 378 obyvatel. S celkovou rozlohou 93 km² byla hustota zalidnění 820 obyvatel na km². V roce 2021 ve městě zemřel senátor Mike Enzi, naopak lovelandským rodákem je senátor Wayne Allard. 